# The Magic Roundabout
The Magic Roundabout (cujo nome original em francês era Le Manège enchanté, em português e no Brasil mais conhecida como Carrossel Mágico) foi um programa de televisão infantil criado na França em 1963 por Serge Danot. Cerca de quinhentos episódios de cinco minutos de duração cada foram feitos e originalmente transmitidos entre 1964 e 1971 pela ORTF.
A série também obteve grande sucesso no Reino Unido. A versão inglesa foi narrada por Eric Thompson, o pai das atrizes Emma Thompson e Sophie Thompson, e foi transmitido de 18 de outubro de 1965 a 25 de janeiro de 1977. Essa versão do show atingiu um status cult, sendo assistida tanto por adultos, devido ao seu humor sarcástico, quanto por crianças, para quem a série foi tencionada.
Em 2005 foi lançado um filme em DVD baseado na série chamado Franjinhas e o Carrossel Mágico (no Brasil, Dougal e o Carrossel Mágico, na dublagem Álamo) que é para Maiores de 6 anos enquanto que a série de tv é para maiores de 4.